# 2024 en animation asiatique
Voir aussi : 2024 au cinéma - 2024 à la télévision
2023 en animation asiatique - 2024 en animation asiatique - 2025 en animation asiatique
Cet article présente les faits marquants de l'année 2024 en animation asiatique.

## Événements
- 29 mai : Le studio Gainax ferme ses portes, après plusieurs années de déboires juridiques et financiers[1].
- 17 juin : Le Studio 3Hz annonce l'arrêt de ses activités d'animation et leur reprise par A-1 Pictures[2].
- 9 août : Netflix reconnait une importante fuite chez un de ses partenaires, ayant entraîné la divulgation de plusieurs épisodes de séries et film d'animation programmés pour la fin de l'année. D'autres entreprises, comme Crunchyroll, sont également concernées[3],[4].

## Récompenses
- 2 mars : Crunchyroll Anime Awards 2024 à Tokyo.

## Diffusions au Japon

### Séries d'animation
| Saison            | Diffusion    | Diffusion    | Titre                                                                                                   | Studio d'animation                            | ref     |
| Saison            | Début        | Fin          | Titre                                                                                                   | Studio d'animation                            | ref     |
| ----------------- | ------------ | ------------ | --- | --------------------------------------------- | ------- |
| H I V E R         | 1er janvier  | 17 mars      | Fluffy Paradise (en)                                                                                    | EMT Squared                                   | ,       |
| H I V E R         | 3 janvier    | 20 mars      | Ishura                                                                                                  | Passione                                      | [ 7 ]   |
| H I V E R         | 3 janvier    | 27 mars      | Bottom-tier Character Tomozaki (saison 2)                                                               | Project No.9                                  | [ 8 ]   |
| H I V E R         | 3 janvier    | 27 mars      | Classroom of the Elite (saison 3)                                                                       | Lerche                                        | [ 9 ]   |
| H I V E R         | 3 janvier    | 27 mars      | Looking up to Magical Girls                                                                             | Asahi Production                              | [ 10 ]  |
| H I V E R         | 4 janvier    | 21 mars      | Demon Slave                                                                                             | Seven Arcs                                    | [ 11 ]  |
| H I V E R         | 4 janvier    | 13 juin      | Gloutons et Dragons                                                                                     | Studio Trigger                                | [ 12 ]  |
| H I V E R         | 5 janvier    | 22 mars      | Frieren (partie 2)                                                                                      | Madhouse                                      | [ 13 ]  |
| H I V E R         | 5 janvier    | 22 mars      | My Instant Death Ability Is So Overpowered, No One in This Other World Stands a Chance Against Me! (en) | Okuruto Noboru                                | [ 14 ]  |
| H I V E R         | 5 janvier    | 22 mars      | Sasaki and Peeps (en)                                                                                   | Silver Link                                   | [ 15 ]  |
| H I V E R         | 5 janvier    | 22 mars      | The Unwanted Undead Adventurer (en)                                                                     | Connect                                       | [ 16 ]  |
| H I V E R         | 6 janvier    | 24 mars      | Les Carnets de l'apothicaire (partie 2)                                                                 | OLM                                           | [ 17 ]  |
| H I V E R         | 6 janvier    | 23 mars      | The Demon Prince of Momochi House (en)                                                                  | Drive (en)                                    | [ 18 ]  |
| H I V E R         | 6 janvier    | 27 mars      | Hari maware! Koinu (ja)                                                                                 | - OperaHouse - Pierrot                        | [ 19 ]  |
| H I V E R         | 6 janvier    | 30 mars      | Mashle - Arc de l'examen de sélection des candidats au titre d'Élu divin                                | A-1 Pictures                                  | [ 20 ]  |
| H I V E R         | 6 janvier    | 23 mars      | Pon no michi (en)                                                                                       | OLM (Team Inoue)                              | [ 21 ]  |
| H I V E R         | 6 janvier    | 23 mars      | A Sign of Affection                                                                                     | Ajiadō                                        | [ 22 ]  |
| H I V E R         | 6 janvier    | 23 mars      | Tales of Wedding Rings                                                                                  | Staple Entertainment                          | [ 23 ]  |
| H I V E R         | 6 janvier    | 30 mars      | The Wrong Way to Use Healing Magic                                                                      | - Studio Add - Shin-Ei Animation              | [ 24 ]  |
| H I V E R         | 7 janvier    | 24 mars      | 7th Time Loop: The Villainess Enjoys a Carefree Life Married to Her Worst Enemy! (en)                   | - Studio Kai - Hornets (ja)                   | [ 25 ]  |
| H I V E R         | 7 janvier    | 24 mars      | Banished from the Hero's Party, I Decided to Live a Quiet Life in the Countryside (en) (saison 2)       | Studio Flad (en)                              | [ 26 ]  |
| H I V E R         | 7 janvier    | 24 mars      | Blue Exorcist: Shimane Illuminati Saga                                                                  | Studio Voln                                   | [ 27 ]  |
| H I V E R         | 7 janvier    | 31 mars      | The Dangers in My Heart (saison 2)                                                                      | Shin-Ei Animation                             | [ 28 ]  |
| H I V E R         | 7 janvier    | 24 mars      | The Strongest Tank's Labyrinth Raids (en)                                                               | Studio Polon                                  | [ 29 ]  |
| H I V E R         | 7 janvier    | 31 mars      | Solo Leveling (saison 1)                                                                                | A-1 Pictures                                  | [ 30 ]  |
| H I V E R         | 8 janvier    | 25 mars      | High Card (saison 2)                                                                                    | Studio Hibari                                 | [ 31 ]  |
| H I V E R         | 8 janvier    | 25 mars      | Mr. Villain's Day Off (en)                                                                              | - Shin-Ei Animation - SynergySP               | [ 32 ]  |
| H I V E R         | 8 janvier    | 24 juin      | Tsukimichi -Moonlit Fantasy- (saison 2)                                                                 | J. C. Staff                                   | [ 33 ]  |
| H I V E R         | 9 janvier    | 26 mars      | The Foolish Angel Dances with the Devil (en)                                                            | Children's Playground Entertainment (ja)      | [ 34 ]  |
| H I V E R         | 9 janvier    | 26 mars      | Hokkaido Gals Are Super Adorable! (en)                                                                  | - Silver Link - Blade                         | [ 35 ]  |
| H I V E R         | 9 janvier    | 26 mars      | Synduality: Noir (partie 2)                                                                             | 8-Bit                                         | [ 36 ]  |
| H I V E R         | 9 janvier    | 26 mars      | 'Tis Time for "Torture," Princess                                                                       | Pine Jam                                      | [ 37 ]  |
| H I V E R         | 9 janvier    | 26 mars      | Villainess Level 99: I May Be the Hidden Boss but I'm Not the Demon Lord                                | Jumondō                                       | [ 38 ]  |
| H I V E R         | 10 janvier   | 27 mars      | L'Impérieux Destin du Dr. Elise (en)                                                                    | Maho Film                                     | [ 39 ]  |
| H I V E R         | 10 janvier   | 3 avril      | Shaman King: Flowers                                                                                    | Bridge                                        | [ 40 ]  |
| H I V E R         | 11 janvier   | 28 mars      | Brave Bang Bravern! (en)                                                                                | CygamesPictures (en)                          | [ 41 ]  |
| H I V E R         | 11 janvier   | 28 mars      | Cherry Magic! Thirty Years of Virginity Can Make You a Wizard?! (en)                                    | Satelight                                     | [ 42 ]  |
| H I V E R         | 11 janvier   | 28 mars      | Delusional Monthly Magazine (en)                                                                        | OLM (Team Yoshioka)                           | [ 43 ]  |
| H I V E R         | 11 janvier   | 4 avril      | Metallic Rouge                                                                                          | Bones                                         | [ 44 ]  |
| H I V E R         | 11 janvier   | 4 avril      | Sengoku Youko (partie 1)                                                                                | White Fox                                     | [ 45 ]  |
| H I V E R         | 12 janvier   | 21 juin      | Urusei Yatsura - Lamu (saison 2)                                                                        | David Production                              | [ 46 ]  |
| H I V E R         | 12 janvier   | 29 mars      | The Weakest Tamer Began a Journey to Pick Up Trash                                                      | Studio Massket                                | [ 47 ]  |
| H I V E R         | 12 janvier   | 29 mars      | Isekai Onsen : Chasseur d'onsens dans un autre monde (en)                                               | - BloomZ (ja) - Wolfsbane (ja)                | [ 48 ]  |
| H I V E R         | 12 janvier   | 5 avril      | The Witch and the Beast                                                                                 | Yokohama Animation Laboratory                 | [ 49 ]  |
| H I V E R         | 13 janvier   | 6 avril      | Bucchigiri?!                                                                                            | MAPPA                                         | [ 50 ]  |
| H I V E R         | 13 janvier   | À venir      | Cardfight!! Vanguard DivineZ                                                                            | Kinema Citrus                                 | [ 51 ]  |
| H I V E R         | 13 janvier   | 5 avril      | Snack Basue (en)                                                                                        | Studio Puyukai                                | [ 52 ]  |
| H I V E R         | 14 janvier   | 31 mars      | Kingdom (saison 5)                                                                                      | - Pierrot - Studio Signpost                   | ,       |
| H I V E R         | 14 janvier   | 17 mars      | The Fire Hunter (en) (saison 2)                                                                         | Signal.MD                                     | [ 55 ]  |
| H I V E R         | 14 janvier   | 17 mars      | Meiji Gekken: 1874 (en)                                                                                 | Tsumugi Akita Animation Lab (ja)              | [ 56 ]  |
| H I V E R         | 15 janvier   | À venir      | Theatre of Darkness: Yamishibai (en) (saison 12)                                                        | ILCA                                          | [ 57 ]  |
| H I V E R         | 23 janvier   | 23 janvier   | Monsters : L'Enfer du dragon volant aux 103 passions (en)                                               | E&H Production (en)                           | [ 58 ]  |
| H I V E R         | 4 février    | À venir      | Wonderful Precure!                                                                                      | Toei Animation                                | [ 59 ]  |
| H I V E R         | 11 février   | 5 mai        | Ninja Kamui (en)                                                                                        | E&H Production (en)                           | [ 60 ]  |
| P R I N T E M P S | 1er avril    | 24 juin      | Gods' Games We Play (en)                                                                                | Liden Films                                   | [ 61 ]  |
| P R I N T E M P S | 1er avril    | 24 juin      | Train to the End of the World                                                                           | EMT Squared                                   | [ 62 ]  |
| P R I N T E M P S | 2 avril      | 18 juin      | The Banished Former Hero Lives as He Pleases (en)                                                       | - Studio Deen - Marvy Jack                    | [ 63 ]  |
| P R I N T E M P S | 2 avril      | 18 juin      | I Was Reincarnated as the 7th Prince so I Can Take My Time Perfecting My Magical Ability                | Tsumugi Akita Animation Lab (ja)              | [ 64 ]  |
| P R I N T E M P S | 2 avril      | 24 septembre | Spice and Wolf: Merchant Meets the Wise Wolf                                                            | Passione                                      | [ 65 ]  |
| P R I N T E M P S | 2 avril      | 21 mai       | Tōken ranbu kai –Kyoden moyuru Honnōji (en)                                                             | Domerica (ja)                                 | [ 66 ]  |
| P R I N T E M P S | 3 avril      | À venir      | Tōgane! Kuronikuru                                                                                      | À venir                                       | [ 67 ]  |
| P R I N T E M P S | 4 avril      | 20 juin      | A Condition Called Love                                                                                 | East Fish Studio                              | [ 68 ]  |
| P R I N T E M P S | 4 avril      | 20 juin      | Bartender: Glass of God                                                                                 | Liber                                         | [ 69 ]  |
| P R I N T E M P S | 4 avril      | 20 juin      | Yuru Camp – Au grand air (saison 3)                                                                     | 8-Bit                                         | [ 70 ]  |
| P R I N T E M P S | 5 avril      | 21 juin      | An Archdemon's Dilemma: How to Love Your Elf Bride (en)                                                 | Brain's Base                                  | [ 71 ]  |
| P R I N T E M P S | 5 avril      | 21 juin      | Astro Note                                                                                              | Telecom Animation Film                        | [ 72 ]  |
| P R I N T E M P S | 5 avril      | 28 juin      | The Irregular at Magic High School (saison 3)                                                           | 8-Bit                                         | [ 73 ]  |
| P R I N T E M P S | 5 avril      | 21 juin      | Nijiyon Animation (saison 2)                                                                            | Sunrise                                       | [ 74 ]  |
| P R I N T E M P S | 5 avril      | 27 septembre | Moi, quand je me réincarne en Slime (saison 3)                                                          | J. C. Staff                                   | [ 75 ]  |
| P R I N T E M P S | 5 avril      | 21 juin      | Re:Monster                                                                                              | Studio Deen                                   | [ 76 ]  |
| P R I N T E M P S | 5 avril      | 21 juin      | A Salad Bowl of Eccentrics (en)                                                                         | - SynergySP - Studio Comet                    | [ 77 ]  |
| P R I N T E M P S | 5 avril      | 28 juin      | Wind Breaker                                                                                            | CloverWorks                                   | [ 78 ]  |
| P R I N T E M P S | 6 avril      | 29 juin      | Girls Band Cry                                                                                          | Toei Animation                                | [ 79 ]  |
| P R I N T E M P S | 6 avril      | 22 juin      | HIGHSPEED Étoile                                                                                        | Studio A-Cat                                  | [ 80 ]  |
| P R I N T E M P S | 6 avril      | 22 juin      | THE iDOLM@STER SHINY COLORS                                                                             | Polygon Pictures                              | [ 81 ]  |
| P R I N T E M P S | 6 avril      | À venir      | Kumarba                                                                                                 | Creative House Pocket                         | [ 82 ]  |
| P R I N T E M P S | 6 avril      | À venir      | Shibuya Love Hachi                                                                                      | Nippon Animation                              | [ 83 ]  |
| P R I N T E M P S | 6 avril      | 15 juin      | Studio Apartment, Good Lighting, Angel Included (en)                                                    | Okuruto Noboru                                | [ 84 ]  |
| P R I N T E M P S | 6 avril      | 29 juin      | TONBO! (en) (saison 1)                                                                                  | OLM                                           | [ 85 ]  |
| P R I N T E M P S | 6 avril      | 21 septembre | Yatagarasu: The Raver Does Not Choose Its Master (en)                                                   | Pierrot                                       | [ 86 ]  |
| P R I N T E M P S | 7 avril      | 23 juin      | As a Reincarnated Aristocrat, I'll Use My Appraisal Skill to Rise in the World (en) (saison 1)          | Studio Mother (en)                            | [ 87 ]  |
| P R I N T E M P S | 7 avril      | 23 juin      | Blue Archive: The Animation                                                                             | - Yostar Pictures - Candy Box                 | [ 88 ]  |
| P R I N T E M P S | 7 avril      | 23 juin      | The Duke of Death and His Maid (saison 3)                                                               | J. C. Staff                                   | [ 89 ]  |
| P R I N T E M P S | 7 avril      | 29 septembre | The Fable                                                                                               | Tezuka Productions                            | [ 90 ]  |
| P R I N T E M P S | 7 avril      | 16 juin      | Grandpa and Grandma Turn Young Again (en)                                                               | Gekkō                                         | [ 91 ]  |
| P R I N T E M P S | 7 avril      | À venir      | Himitsu no AiPri (en)                                                                                   | OLM                                           | [ 92 ]  |
| P R I N T E M P S | 7 avril      | 23 juin      | Jellyfish Can't Swim in the Night                                                                       | Doga Kobo                                     | [ 93 ]  |
| P R I N T E M P S | 7 avril      | 6 octobre    | Mission: Yozakura Family                                                                                | Silver Link                                   | [ 94 ]  |
| P R I N T E M P S | 7 avril      | 30 juin      | No Longer Rangers                                                                                       | Yostar Pictures                               | [ 95 ]  |
| P R I N T E M P S | 7 avril      | 30 juin      | Nos Voisins les yôkai                                                                                   | Liden Films                                   | [ 96 ]  |
| P R I N T E M P S | 7 avril      | À venir      | Shinkalion: Change the World (en)                                                                       | - Signal.MD - Production I.G                  | [ 97 ]  |
| P R I N T E M P S | 7 avril      | 30 juin      | Sound! Euphonium 3                                                                                      | Kyoto Animation                               | [ 98 ]  |
| P R I N T E M P S | 7 avril      | 23 juin      | Vampire Dormitory (en)                                                                                  | Studio Blanc (en)                             | [ 99 ]  |
| P R I N T E M P S | 8 avril      | 24 juin      | Chillin' in Another World with Level 2 Super Cheat Powers (en)                                          | J. C. Staff                                   | [ 100 ] |
| P R I N T E M P S | 8 avril      | 1er juillet  | Mushoku Tensei: Jobless Reincarnation II (partie 2)                                                     | Studio Bind                                   | [ 101 ] |
| P R I N T E M P S | 9 avril      | 25 juin      | Rinkai! (en)                                                                                            | TMS Entertainment                             | [ 102 ] |
| P R I N T E M P S | 9 avril      | 25 juin      | Tadaima, Okaeri (en)                                                                                    | Studio Deen                                   | [ 103 ] |
| P R I N T E M P S | 9 avril      | 25 juin      | Unnamed Memory (en) (saison 1)                                                                          | ENGI                                          | [ 104 ] |
| P R I N T E M P S | 10 avril     | 19 juin      | KONOSUBA -God's blessing on this wonderful world! 3                                                     | Drive                                         | [ 105 ] |
| P R I N T E M P S | 10 avril     | 26 juin      | Date A Live V                                                                                           | Geek Toys                                     | [ 106 ] |
| P R I N T E M P S | 10 avril     | 26 juin      | The Many Sides of Voice Actor Radio (en)                                                                | Connect                                       | [ 107 ] |
| P R I N T E M P S | 10 avril     | 26 juin      | Mysterious Disappearances (en)                                                                          | Zero-G                                        | [ 108 ] |
| P R I N T E M P S | 10 avril     | 3 juillet    | Oblivion Battery (en)                                                                                   | MAPPA                                         | [ 109 ] |
| P R I N T E M P S | 11 avril     | 27 juin      | Viral Hit-How to Fight                                                                                  | Okuruto Noboru                                | [ 110 ] |
| P R I N T E M P S | 12 avril     | 25 juin      | The Misfit of Demon King Academy II (partie 2)                                                          | Silver Link                                   | [ 111 ] |
| P R I N T E M P S | 13 avril     | 22 juin      | Black Butler -Public School Arc-                                                                        | CloverWorks                                   | [ 112 ] |
| P R I N T E M P S | 13 avril     | 29 juin      | Kaiju no 8                                                                                              | - Production I.G - Khara                      | [ 113 ] |
| P R I N T E M P S | 13 avril     | À venir      | Shadowverse Flame: Arc-hen                                                                              | Zexcs                                         | [ 114 ] |
| P R I N T E M P S | 14 avril     | 30 juin      | The New Gate (en)                                                                                       | - Yokohama Animation Laboratory - CloudHearts | [ 115 ] |
| P R I N T E M P S | 14 avril     | À venir      | Whispering You a Love Song (en)                                                                         | - Yokohama Animation Laboratory - CloudHearts | [ 116 ] |
| P R I N T E M P S | 17 avril     | 17 avril     | The Grimm Variations                                                                                    | Wit Studio                                    | [ 117 ] |
| P R I N T E M P S | 4 mai        | À venir      | My Hero Academia (saison 7)                                                                             | Bones                                         | [ 118 ] |
| P R I N T E M P S | 12 mai       | 19 juin      | Demon Slayer: Kimetsu no Yaiba - L'Entraînement des Piliers                                             | ufotable                                      | [ 119 ] |
| P R I N T E M P S | 24 mai       | À venir      | Dead Dead Demon's Dededededestruction                                                                   | Production +h                                 | [ 120 ] |
| P R I N T E M P S | 22 juin      | À venir      | Rising Impact (partie 1)                                                                                | Lay-duce                                      | [ 121 ] |
| É T É             | 26 juin      | À venir      | The Strongest Magician in the Demon Lord's Army Was a Human (en)                                        | Studio A-Cat                                  | [ 122 ] |
| É T É             | 2 juillet    | 17 septembre | My Wife Has No Emotion                                                                                  | Tezuka Productions                            | [ 123 ] |
| É T É             | 2 juillet    | 24 septembre | The Ossan Newbie Adventurer, Trained to Death by the Most Powerful Party, Became Invincible (en)        | Yumeta Company                                | [ 124 ] |
| É T É             | 2 juillet    | 24 septembre | Shy (saison 2)                                                                                          | 8-Bit                                         | [ 125 ] |
| É T É             | 3 juillet    | 18 septembre | Alya Sometimes Hides Her Feelings in Russian                                                            | Doga Kobo                                     | [ 126 ] |
| É T É             | 3 juillet    | 6 octobre    | Oshi no ko (saison 2)                                                                                   | Doga Kobo                                     | [ 127 ] |
| É T É             | 3 juillet    | À venir      | Tasuketsu -Fate of the Majority                                                                         | Satelight                                     | [ 128 ] |
| É T É             | 4 juillet    | 19 septembre | Days with My Stepsister (en)                                                                            | Studio Deen                                   | ,       |
| É T É             | 4 juillet    | 19 septembre | Ramen Akaneko                                                                                           | E&H Production (en)                           | [ 131 ] |
| É T É             | 4 juillet    | 19 septembre | Twilight Out of Focus (en)                                                                              | Studio Deen                                   | [ 132 ] |
| É T É             | 5 juillet    | À venir      | 2.5 Dimensional Seduction                                                                               | J. C. Staff                                   | [ 133 ] |
| É T É             | 5 juillet    | 20 septembre | The Café Terrace and Its Goddesses (saison 2)                                                           | Tezuka Productions                            | [ 134 ] |
| É T É             | 5 juillet    | 27 septembre | Failure Frame: I Became the Strongest and Annihilated Everything with Low-Level Spells (en)             | Seven Arcs                                    | [ 135 ] |
| É T É             | 5 juillet    | 20 septembre | I Parry Everything! (en)                                                                                | OLM                                           | [ 136 ] |
| É T É             | 5 juillet    | 27 septembre | Nier: Automata Ver1.1a (partie 2)                                                                       | A-1 Pictures                                  | [ 137 ] |
| É T É             | 5 juillet    | 20 septembre | Pseudo Harem                                                                                            | Nomad                                         | [ 138 ] |
| É T É             | 5 juillet    | 27 septembre | Senpai is an Otokonoko (en)                                                                             | Project No.9                                  | [ 139 ] |
| É T É             | 6 juillet    | 28 septembre | Au cœur du donjon (en)                                                                                  | OLM                                           | [ 140 ] |
| É T É             | 6 juillet    | À venir      | Cardfight!! Vanguard DivineZ (saison 2)                                                                 | - Kinema Citrus - Studio Jemi                 | [ 141 ] |
| É T É             | 6 juillet    | 21 septembre | Dahlia in Bloom: Crafting a Fresh Start with Magical Tools (en)                                         | - Typhoon Graphics (en) - Imagica             | [ 142 ] |
| É T É             | 6 juillet    | 28 septembre | The Elusive Samurai                                                                                     | CloverWorks                                   | [ 143 ] |
| É T É             | 6 juillet    | 28 septembre | Goldorak U                                                                                              | Gaina                                         | [ 144 ] |
| É T É             | 6 juillet    | À venir      | Harimaware! Koinu (ja) (saison 2)                                                                       | À venir                                       | [ 145 ] |
| É T É             | 6 juillet    | 21 septembre | A Nobody's Way Up to an Exploration Hero (en)                                                           | Gekkō                                         | [ 146 ] |
| É T É             | 6 juillet    | 28 septembre | Quality Assurance in Another World (en)                                                                 | - 100Studio - Studio Palette                  | [ 147 ] |
| É T É             | 6 juillet    | 28 septembre | Sakuna: Of Rice and Ruin (en)                                                                           | P.A.Works                                     | [ 148 ] |
| É T É             | 6 juillet    | 7 septembre  | Suicide Squad Isekai                                                                                    | Wit Studio                                    | [ 149 ] |
| É T É             | 7 juillet    | 22 septembre | 0-Saiji Start Dash monogatari (en)                                                                      | - Shusuisha - Snack Works                     | [ 150 ] |
| É T É             | 7 juillet    | 22 septembre | 50 nuances de gras                                                                                      | Elias                                         | [ 151 ] |
| É T É             | 7 juillet    | 5 janvier    | Fairy Tail: 100 Years Quest                                                                             | J. C. Staff                                   | [ 152 ] |
| É T É             | 7 juillet    | À venir      | Gendai goyaku                                                                                           | ILCASHIPS                                     | [ 153 ] |
| É T É             | 7 juillet    | 22 septembre | Kinnikuman: Perfect Origin Arc                                                                          | Production I.G                                | [ 154 ] |
| É T É             | 7 juillet    | 22 septembre | My Deer Friend Nokotan                                                                                  | Wit Studio                                    | [ 155 ] |
| É T É             | 7 juillet    | 23 septembre | Narenare -Cheer for you!- (en)                                                                          | P.A.Works                                     | [ 156 ] |
| É T É             | 7 juillet    | 15 septembre | Shoshimin: How to become Ordinary (en)                                                                  | Lapin Track (en)                              | [ 157 ] |
| É T É             | 7 juillet    | À venir      | Tower of God (saison 2)                                                                                 | The Answer Studio                             | [ 158 ] |
| É T É             | 7 juillet    | 29 septembre | Wistoria: Wand and Sword (en)                                                                           | - Actas - Bandai Namco Pictures               | [ 159 ] |
| É T É             | 8 juillet    | 23 septembre | A Journey Through Another World: Raising Kids While Adventuring (en)                                    | EMT Squared                                   | [ 160 ] |
| É T É             | 8 juillet    | 23 septembre | Mayonaka Punch                                                                                          | P.A.Works                                     | [ 161 ] |
| É T É             | 8 juillet    | 23 septembre | VTuber Legend: How I Went Viral after Forgetting to Turn Off My Stream                                  | TNK                                           | [ 162 ] |
| É T É             | 9 juillet    | À venir      | Egumi Legacy                                                                                            | Studio Outrigger                              | [ 163 ] |
| É T É             | 9 juillet    | 24 septembre | The Magical Girl and the Evil Lieutenant Used to Be Archenemies (en)                                    | Bones                                         | [ 164 ] |
| É T É             | 9 juillet    | 24 septembre | No Longer Allowed in Another World (en)                                                                 | Atelier Pontdarc (ja)                         | [ 165 ] |
| É T É             | 10 juillet   | 25 septembre | Love Is Indivisible by Twins (en)                                                                       | ROLL2                                         | [ 166 ] |
| É T É             | 11 juillet   | À venir      | Our Last Crusade or the Rise of a New World (saison 2)                                                  | - Studio Palette - Silver Link                | [ 167 ] |
| É T É             | 12 juillet   | 13 septembre | Bye Bye, Earth (en)                                                                                     | Liden Films                                   | [ 168 ] |
| É T É             | 13 juillet   | À venir      | Jochum                                                                                                  | Fanworks                                      | [ 169 ] |
| É T É             | 13 juillet   | 28 septembre | Why Does Nobody Remember Me in This World? (en)                                                         | Project No.9                                  | [ 170 ] |
| É T É             | 14 juillet   | 6 octobre    | ATRI -My Dear Moments- (en)                                                                             | Troyca                                        | [ 171 ] |
| É T É             | 14 juillet   | 29 septembre | Makeine: Too Many Losing Heroines!                                                                      | A-1 Pictures                                  | [ 172 ] |
| É T É             | 15 juillet   | À venir      | Theatre of Darkness: Yamishibai (en) (saison 13)                                                        | ILCA                                          | [ 173 ] |
| É T É             | 18 juillet   | À venir      | Sengoku Youko (partie 2)                                                                                | White Fox                                     | [ 174 ] |
| É T É             | 20 juillet   | À venir      | Moriarty's Perfect Crime (en)                                                                           | À venir                                       | [ 175 ] |
| É T É             | 6 août       | À venir      | Rising Impact (partie 2)                                                                                | Lay-duce                                      | [ 121 ] |
| É T É             | 8 août       | À venir      | Delico's Nursery                                                                                        | J. C. Staff                                   | [ 176 ] |
| A U T O M N E     | 29 septembre | À venir      | As a Reincarnated Aristocrat, I'll Use My Appraisal Skill to Rise in the World (en) (saison 2)          | Studio Mother (en)                            | [ 177 ] |
| A U T O M N E     | 29 septembre | À venir      | Uzumaki                                                                                                 | Fugaku Akatsuki                               | [ 178 ] |
| A U T O M N E     | 1er octobre  | À venir      | Let This Grieving Soul Retire (en)                                                                      | Zero-G                                        | [ 179 ] |
| A U T O M N E     | 2 octobre    | À venir      | Acro Trip (en)                                                                                          | Voil                                          | [ 180 ] |
| A U T O M N E     | 2 octobre    | À venir      | I'll Become a Villainess Who Goes Down in History (en)                                                  | Maho Film                                     | [ 181 ] |
| A U T O M N E     | 2 octobre    | À venir      | Re:ZERO –Starting Life in Another World– (saison 3)                                                     | À venir                                       | [ 182 ] |
| A U T O M N E     | 2 octobre    | 26 mars      | Tying the Knot with an Amagami Sister                                                                   | Drive                                         | [ 183 ] |
| A U T O M N E     | 2 octobre    | À venir      | The Prince of Tennis II: U-17 World Cup Semifinal                                                       | M.S.C.                                        | [ 184 ] |
| A U T O M N E     | 3 octobre    | À venir      | 365 Days to the Wedding (en)                                                                            | Ashi Productions                              | [ 185 ] |
| A U T O M N E     | 3 octobre    | À venir      | Blue Box                                                                                                | Telecom Animation Film                        | [ 186 ] |
| A U T O M N E     | 3 octobre    | À venir      | KamiErabi GOD.app (saison 2)                                                                            | UNEND                                         | [ 187 ] |
| A U T O M N E     | 3 octobre    | À venir      | Kinokoinu Mushroom Pup (en)                                                                             | C-Station                                     | [ 188 ] |
| A U T O M N E     | 3 octobre    | À venir      | Negative Positive Angler (en)                                                                           | NUT                                           | [ 189 ] |
| A U T O M N E     | 3 octobre    | À venir      | Trillion Game                                                                                           | Madhouse                                      | [ 190 ] |
| A U T O M N E     | 4 octobre    | À venir      | DAN DA DAN                                                                                              | Science Saru                                  | [ 191 ] |
| A U T O M N E     | 4 octobre    | À venir      | Hajimemashita, Yamanekoiin                                                                              | À venir                                       | [ 192 ] |
| A U T O M N E     | 4 octobre    | À venir      | Hamidashi Creative (en)                                                                                 | Hayabusa Films                                | [ 193 ] |
| A U T O M N E     | 4 octobre    | À venir      | Loner Life in Another World (en)                                                                        | - Hayabusa Films - Passione                   | [ 194 ] |
| A U T O M N E     | 4 octobre    | À venir      | Magilumiere Co. Ltd.                                                                                    | Studio Moe J. C. Staff                        | [ 195 ] |
| A U T O M N E     | 4 octobre    | À venir      | Mecha-Ude: Mechanical Arms                                                                              | TriF Studio                                   | [ 196 ] |
| A U T O M N E     | 4 octobre    | À venir      | Nobles paysans (saison 2)                                                                               | Pie in the sky                                | [ 197 ] |
| A U T O M N E     | 5 octobre    | À venir      | Bleach: Thousand-Year Blood War (partie 3)                                                              | Pierrot Films                                 | [ 198 ] |
| A U T O M N E     | 5 octobre    | À venir      | DanMachi - La Légende des Familias V                                                                    | J. C. Staff                                   | [ 199 ] |
| A U T O M N E     | 5 octobre    | À venir      | Demon Lord, Retry! R                                                                                    | Gekkō                                         | [ 200 ] |
| A U T O M N E     | 5 octobre    | À venir      | Du mouvement de la Terre                                                                                | Madhouse                                      | [ 201 ] |
| A U T O M N E     | 5 octobre    | À venir      | Gōkon ni ittara onna ga inakatta hanashi (en)                                                           | Asahi Production                              | [ 202 ] |
| A U T O M N E     | 5 octobre    | À venir      | THE iDOLM@STER SHINY COLORS (saison 2)                                                                  | Polygon Pictures                              | [ 203 ] |
| A U T O M N E     | 5 octobre    | À venir      | Sciences Académie (en)                                                                                  | Gallop                                        | [ 204 ] |
| A U T O M N E     | 5 octobre    | À venir      | Shibuya Love Hachi (partie 2)                                                                           | Nippon Animation                              | [ 205 ] |
| A U T O M N E     | 5 octobre    | À venir      | The Stories of Girls Who Couldn't Be Magicians (en)                                                     | J. C. Staff                                   | [ 206 ] |
| A U T O M N E     | 5 octobre    | À venir      | Sword Art Online Alternative: Gun Gale Online II                                                        | A-1 Pictures                                  | [ 207 ] |
| A U T O M N E     | 5 octobre    | À venir      | Tōhai: Ura Rate Mahjong tōhai roku (en)                                                                 | East Fish Studio                              | [ 208 ] |
| A U T O M N E     | 5 octobre    | À venir      | TONBO! (en) (saison 2)                                                                                  | OLM                                           | [ 209 ] |
| A U T O M N E     | 6 octobre    | À venir      | Blue Exorcist -Beyonf the Snow Saga-                                                                    | Studio VOLN                                   | [ 210 ] |
| A U T O M N E     | 6 octobre    | À venir      | Blue Lock (saison 2)                                                                                    | 8-Bit                                         | [ 211 ] |
| A U T O M N E     | 6 octobre    | À venir      | The Healer Who Was Banished From His Party, Is, in Fact, the Strongest (en)                             | Studio Elle                                   | [ 212 ] |
| A U T O M N E     | 6 octobre    | À venir      | Puniru is a Kawaii Slime (en)                                                                           | Toho Animation Studio                         | [ 213 ] |
| A U T O M N E     | 6 octobre    | À venir      | Ranma ½                                                                                                 | MAPPA                                         | [ 214 ] |
| A U T O M N E     | 6 octobre    | À venir      | You are Ms. Servant (en)                                                                                | Felix Film                                    | [ 215 ] |
| A U T O M N E     | 6 octobre    | À venir      | Seven Deadly Sins: Four Knights of the Apocalypse (saison 2)                                            | Telecom Animation Film                        | [ 216 ] |
| A U T O M N E     | 7 octobre    | À venir      | Neko ni Tensei Shita Oji-san                                                                            | Studio Eight Colors                           | [ 217 ] |
| A U T O M N E     | 8 octobre    | À venir      | Seirei Gensouki: Spirit Chronicles (en) (saison 2)                                                      | À venir                                       | [ 218 ] |
| A U T O M N E     | 9 octobre    | À venir      | The Do-Over Damsel Conquers the Dragon Emperor                                                          | J. C. Staff                                   | [ 219 ] |
| A U T O M N E     | 10 octobre   | À venir      | Nina the Starry Bride                                                                                   | Signal.MD                                     | [ 220 ] |
| A U T O M N E     | 11 octobre   | À venir      | Dragon Ball Daima                                                                                       | À venir                                       | [ 221 ] |
| A U T O M N E     | 13 octobre   | À venir      | Demon Lord 2099                                                                                         | J. C. Staff                                   | [ 222 ] |
| A U T O M N E     | 13 octobre   | mars 2025    | Shangri-La Frontier (saison 2)                                                                          | C2C                                           | [ 223 ] |
| A U T O M N E     | 14 octobre   | À venir      | Arifureta: From Commonplace to World's Strongest (saison 3)                                             | Asread                                        | [ 224 ] |

### Films d'animation
| Date de sortie | Titre                                                  | Studio d'animation          | ref     |
| -------------- | ------------------------------------------------------ | --------------------------- | ------- |
| 26 janvier     | Mobile Suit Gundam SEED Freedom                        | Bandai Namco Filmworks      | [ 225 ] |
| 1er mars       | Eiga Doraemon: Nobita no chikyū kōkyōgaku              | Shin-Ei Animation           | [ 226 ] |
| 22 mars        | Dead Dead Demon's Dededededestruction (partie 1)       | Production +h               | [ 227 ] |
| 24 mai         | Dead Dead Demon's Dededededestruction (partie 2)       | Production +h               | [ 228 ] |
| 24 mai         | Mon oni à moi                                          | Studio Colorido Twin Engine | [ 229 ] |
| 28 juin        | Look Back                                              | Studio Durian               | [ 230 ] |
| 6 septembre    | Love Live! Nijigasaki High School Idol Club (partie 1) | Bandai Namco Filmworks      | [ 231 ] |

## Diffusions en Chine

### Séries télévisées
| Diffusion | Diffusion  | Titre                                    | Studio d'animation  | ref |
| Début     | Fin        | Titre                                    | Studio d'animation  | ref |
| --------- | ---------- | ---------------------------------------- | ------------------- | --- |
| 2 octobre | À venir    | Le puissant dragon végan (en) (saison 2) | Studio LAN          | ,   |
| 3 octobre | 12 octobre | Another Journey to the West              | Hi Captain Pictures | ,   |

## Diffusions en Corée du Sud

### Séries télévisées
| Diffusion | Diffusion | Titre            | Studio d'animation          | ref |
| Début     | Fin       | Titre            | Studio d'animation          | ref |
| --------- | --------- | ---------------- | --------------------------- | --- |
| 7 août    | À venir   | True Beauty (ko) | - Studio N - Cocktail Media | ,   |

## Principaux décès
- 12 janvier : Haruo Takahashi (ja), animateur (Himitsu no Akko-chan, Lupin III, Inspecteur Gadget...) et mangaka japonais[238].
- 1er mars : Akira Toriyama, mangaka et chara-designer japonais, à l'origine de Dragon Ball, dont les adaptations ont contribué à populariser le manga et la japanimation dans le monde occidental[239].
- 4 mars : Tarako (en), actrice, chanteuse et comédienne de doublage japonaise, notamment voix de Momoko « Maruko » Sakura dans Chibi Maruko-chan pendant près de 34 ans[240].
- 11 avril : Yasuo Muramatsu (en) (Tamehisa Muramatsu), comédien de doublage japonais, fondateur de l'agence Office Kaoru[241].
- 12 juillet : Noriko Ohara (en) (Noriko Tobe), comédienne de doublage japonaise, notamment voix de Nobita Nobi dans les différentes adaptations de Doraemon entre 1979 et 2005, Oyuki dans Lamu, Conan dans Conan, le fils du futur, Pierre dans Heidi[242].
- 20 août : Atsuko Tanaka, comédienne de doublage japonaise, notamment voix de Motoko Kusanagi dans Ghost in the Shell, Innocence et Stand Alone Complex, Harumi Kiyama dans A Certain Scientific Railgun, Flamme dans Frieren[243].